# Bomarea patacoensis
Bomarea patacoensis es una especie de planta fanerógama perteneciente a la familia de las Alstroemeriáceas. Es originaria de Ecuador. 

## Taxonomía
Bomarea patacoensis fue descrita por  William Herbert, y publicado en Amaryllidaceae 120. 1837.
Etimología
Bomarea: nombre genérico que está dedicado al farmacéutico francés Jacques-Christophe Valmont de Bomare (1731-1807), que visitó diversos países de Europa y es autor de “Dictionnaire raisonné universel d’histoire naturelle” en 12 volúmenes (desde 1768).
patacoensis: epíteto
Sinonimia
- Bomarea conferta Benth.
- Bomarea foliosa Sodiro
- Bomarea patacoensis var. glabrata Sodiro	[2][3]